# Super Mario Galaxy
 Super Mario Galaxy (スーパーマリオギャラクシー?, Sūpā Mario Gyarakushī) è un videogioco a piattaforme della serie Super Mario, sviluppato da Nintendo EAD Tokyo e pubblicato da Nintendo per Wii. È uscito nei principali mercati nel novembre del 2007, in Italia è stato reso disponibile dal 16 dello stesso mese. È il terzo platform tridimensionale con protagonista Mario, dopo Super Mario 64 e Super Mario Sunshine. L'avventura si svolge interamente nello spazio (eccezion fatta per l'introduzione nel Regno dei Funghi), composto da pianeti e asteroidi dalle forme bizzarre. Ogni corpo celeste ha un suo tema grafico e caratteristiche proprie, che spesso influiscono sulle dinamiche di gioco. Super Mario Galaxy è considerato da fans e critici uno dei migliori videogiochi di tutti i tempi e viene spesso definito come l'unico vero erede di Super Mario 64.
Il 4 febbraio 2016 è stato pubblicato sul Nintendo eShop per Wii U. Il 23 marzo 2018 è uscito per Nvidia Shield ma solo nel mercato asiatico. Per il 35º anniversario della serie è uscito insieme a Super Mario 64 e Super Mario Sunshine nella raccolta Super Mario 3D All-Stars per Nintendo Switch il 18 settembre 2020.

## Trama
Una volta ogni cento anni una cometa solca i cieli del Regno dei Funghi. Nella notte del Festival delle Stelle, la Principessa Peach invita gentilmente al suo castello Super Mario, per i festeggiamenti che vengono, però, bruscamente interrotti dall'assedio di Bowser e della sua flotta che sradica il castello dal suolo e rapisce la principessa.
Mario, lanciatosi all'inseguimento di Peach, viene lanciato in orbita e si risveglia su un planetoide abitato da Astronigli.
Dopo varie peripezie, Mario partirà alla ricerca della principessa a bordo dell'Osservatorio Cometa, capitanato da Rosalinda. L'astronave, attaccata da Bowser, è rimasta quasi senza energia. Mario, raccogliendo le Superstelle, permetterà all'Osservatorio di esplorare più galassie, riuscendo finalmente a localizzare la Principessa Peach.

## Modalità di gioco
Singolo giocatore
Con il controllo tramite l'accoppiata Wiimote e Nunchuk è possibile muovere Mario e contemporaneamente interagire con l'ambiente di gioco. Con la levetta analogica del Nunchuck si fa muovere Mario, mentre la croce direzionale del Wiimote è utilizzata per spostare l'inquadratura della telecamera, cosa non sempre possibile. Il tasto A viene usato per saltare, il dorsale B, abbinato al puntamento a schermo, consente di sparare le astroschegge verso i nemici così da stordirli per alcuni istanti, oppure per sfamare gli Sfavillotti Ghiotti, questi sfavillotti compaiono sia nelle Galassie che nell'Osservatorio Cometa, in base a dove si incontrano si trasformeranno in un pianeta o una Galassia una volta nutriti. Molte acrobazie di Mario introdotte in Super Mario 64, assenti in Super Mario Sunshine, rifanno la loro comparsa in questo gioco. Al posto dei pugni e dei calci di Super Mario 64, Mario effettua un attacco vorticante chiamato "Piroetta", che può essere usato per uccidere i nemici, frantumare oggetti fragili e attivare le Stelle Lancio. Per effettuare questo attacco il giocatore deve semplicemente scuotere il telecomando. Il gioco si suddivide in tante galassie a tema, ognuna delle quali offre diverse missioni che, se superate, permettono di entrare in possesso di una Superstella e quindi di proseguire nell'avventura. Le galassie principali hanno fino a 7 Superstelle, mentre altre galassie meno importanti ne hanno soltanto una. Per acquisire delle Superstelle nascoste il giocatore deve scovare dei percorsi alternativi. In certi casi sarà Luigi a scovare alcune Superstelle. Un incentivo a rigiocare livelli già completati giunge dalle Comete, che offrono per un tempo limitato delle sfide tematiche (tempo limitato, una sola tacca di energia...) premiate con ulteriori Superstelle. Alla fine di ogni planetario c'è una base di Bowser o Bowser Jr., se Mario riesce a sconfiggerli ottiene una Megastella, una Superstella molto più grande che gli permetterà di ridare energia all'Osservatorio Cometa e accedere a un nuovo planetario.
Cooperativa
Nel gioco è presente una modalità cooperativa che permette a un secondo giocatore dotato di Wiimote di aiutare Mario, stordendo avversari, raccogliendo astroschegge o facendo saltare Mario stesso.

Mario vola da un pianeta all'altro
Mario esplora un piccolo pianeta
Mario affronta Bowser

## Musica e sonoro
Super Mario Galaxy è anche il primo gioco Nintendo ad aver utilizzato un'orchestra per suonare le melodie del gioco (usata anche in Super Mario Galaxy 2). L'orchestra in questione, composta da 50 elementi diretti da Mahito Yokota, è riuscita a dare un grandissimo impatto emotivo sui temi principali della colonna sonora. Ogni pianeta ha quindi una sua melodia principale, nella quale vengono utilizzati diversi strumenti. Ecco alcuni esempi:
Osservatorio Cometa
La melodia che accompagna Mario nell'Osservatorio Cometa è senza dubbio uno dei brani più riusciti dell'intera colonna sonora. Molto simile al celebre Sul bel Danubio Blu di Strauss, è un pezzo orchestrale in 3/4, tonalità di Re Maggiore, suonato da 50 elementi dell'orchestra. Tra gli strumenti suonati si sentono un flauto traverso, un'intera sezione di archi quali violini, violoncelli e viole. Il tema principale è arricchito da un accenno di trombe ed ottoni. Da notare la velocità di 170 BPM, esattamente uguale a quella dei passi di Mario. Quindi, vista l'assenza di strumenti ritmici come le percussioni, sono proprio i passi dell'eroe baffuto a dettare il ritmo del brano, che infonde grande tranquillità, calma e serenità. Inoltre a inizio gioco gli strumenti che suoneranno saranno pochi e aumenteranno man mano che si raccolgono le superstelle.
Il Primo Boss: Dino Piranha
Questo pezzo è molto più ritmato rispetto al precedente, ricordando parecchio alcune colonne sonore di Ennio Morricone, soprattutto per via della sua struttura orizzontale. Il brano è in 4/4, in Do Maggiore che si muove a 155 BPM. L'effetto epico e ritmato è ottenuto dai rullanti che lo fanno somigliare quasi ad una marcia. Oltre questi, il brano lascia spazio anche al flauto traverso e agli archi. Proprio questo suono, sposato a quello dei timpani, del metallofono e del vibrafono, stempera leggermente la tensione. Quando il boss viene battuto e si afferra la Superstella, si viene come ricompensati con una Mixolidia, scala di carattere Maggiore molto simile alla Ionica, che in musica viene associata ad un colore felice.
Gli Scontri con Bowser
Gli scontri con Bowser, che si ripresentano più e più volte durante il gioco, sono sempre emozionanti e parecchio combattuti. Questo pezzo presenta una caratteristica peculiare: l'assenza di una tonalità ben definita. Prevalentemente è in Re Minore, ma l'idea di utilizzare una tonalità imprecisa è perfetta per gli scontri con Bowser, poiché lascia nel giocatore una grande angoscia. Il pezzo è in 6/8 e mette in risalto suoni bassi e grevi. Solo il "coro" (che sottolinea le note degli archi) è la nota di lucentezza, e si limita ad uscire solo quando arriva il momento adatto per colpire Bowser.
La Galassia Atollo
La Galassia Atollo, ricca di mare, sole e spiagge, quasi necessita di un brano simile a quelli caraibici. Per questo brano, infatti, sono stati usati due strumenti principali, ovvero sintetizzatore e fisarmonica, arricchiti da conga, tamburello, guiro, shaker, basso elettrico e chitarra elettrica. Questo brano si avvicina molto ad un pezzo latinoamericano, che ricorda i brani di Super Mario Sunshine e dei vari giochi di Donkey Kong.

## Recensioni
| Testata                 | Giudizio |
| ----------------------- | -------- |
| GameRankings (media al) | 97.64%   |
| Metacritic (media al)   | 97%      |
| 1Up.com                 | 9.5/10   |
| Edge                    | 10/10    |
| Eurogamer               | 10/10    |
| Famitsū                 | 38/40    |
| Game Informer           | 9.75/10  |
| GamePro                 | 5/5      |
| GameSpot                | 9.5/10   |
| GameSpy                 | 5/5      |
| GameTrailers            | 9.8/10   |
| IGN                     | 9.7/10   |
| NRU                     | 11/10    |
| Nintendo Power          | 9.5/10   |
| Play                    | 10/10    |
| X-Play                  | 5/5      |

Super Mario Galaxy ha ricevuto recensioni molto positive dalla maggior parte delle riviste nel mondo. IGN lo definisce "Il gioco migliore del Wii, ed un'esperienza da provare almeno una volta". GameSpot acclama il gioco per il gameplay e il level design e dice "Se c'è un gioco per Wii da avere assolutamente, questo è Super Mario Galaxy".
Super Mario Galaxy è il gioco della settima generazione che ha ricevuto le recensioni migliori. Secondo GameRankings, dopo aver scavalcato nel 2013 la percentuale del 97,54% di The Legend of Zelda: Ocarina of Time, si posiziona in vetta alla graduatoria dei giochi migliori di sempre con il punteggio del 97,64%. In Italia, NRU gli ha dato il voto di 11 su 10, mai preso prima da nessun altro gioco.

## Eredità
Nel millesimo numero di Famitsu, Miyamoto espresse il suo interesse a realizzare un sequel di Super Mario Galaxy. Il gioco è stato originariamente chiamato "Super Mario Galaxy More" durante lo sviluppo e inizialmente prevedeva varianti dei pianeti presenti già presenti in Super Mario Galaxy. Nel corso del tempo, vennero introdotti nuovi elementi e idee nel gioco e si decise che il gioco sarebbe stato un sequel completo. Super Mario Galaxy 2 venne annunciato durante la conferenza Nintendo all'E3 2009 tenutasi a Los Angeles. Il titolo venne reso disponibile il 23 maggio 2010 in Nord America, il 27 maggio 2010 in Giappone e l'11 giugno 2010 in Europa. Il sequel fu accolto con tanto favore dalla critica quanto il suo predecessore e vendette 6,36 milioni di copie in tutto il mondo ad aprile 2011.
Super Mario Galaxy, così come molti altri giochi Wii, fu ripubblicato per Shield Tablet di Nvidia in Cina il 22 marzo 2018 come risultato di una partnership tra Nintendo, Nvidia e iQiyi. Il gioco funziona su Shield tramite un emulatore, ma ha subito modifiche all'interfaccia e ai controlli e supporta la risoluzione 1080p. A causa della mancanza di controlli di movimento sullo Shield, alcuni controlli sono stati rimappati; ad esempio, il puntatore sullo schermo viene sostituito dalla levetta analogica destra e il pulsante per scegliere una galassia viene integrato dal grilletto destro.
Il gioco è incluso insieme a Super Mario 64 e Super Mario Sunshine nella collezione Super Mario 3D All-Stars su Nintendo Switch, pubblicata il 18 settembre 2020.